# Gregovce
Gregovce este o localitate din comuna Brežice, Slovenia, cu o populație de 74 de locuitori.